# Anillo vaginal de progesterona

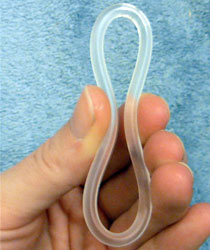
Anillo vaginal de progesterona

El anillo vaginal de progesterona, también conocido como anillo vaginal de progesterona sola, es una forma de anillo vaginal que se usa para el control de la natalidad durante la lactancia.  El uso puede comenzar a las cuatro semanas y continuar por al menos hasta un año después del parto.  Las tasas de fracaso con el uso habitual son aproximadamente 1,5 por cada 100 mujeres.  Se usa dentro de la vagina con un anillo que dura tres meses.  La mujer es capaz de colocar y quitar el anillo ella misma.
Los efectos secundarios incluyen flujo vaginal y dolor al orinar.  No parece estar asociado con efectos secundarios graves.  Con el uso los ciclos menstruales a menudo no se reanudan.  Se hizo específicamente para usar con la lactancia materna, ya que no afecta la producción de leche.  Funciona liberando gradualmente la hormona progesterona. 
Los anillos vaginales de progesterona han sido aprobados para uso médico desde 1998.  Está en la Lista de medicamentos esenciales de la Organización Mundial de la Salud, los medicamentos más efectivos y seguros que se necesitan en un sistema de salud. Para el año 2014,ya se encontraban disponibles en varios países de América Central y del Sur. El año 2016 no se encontraba disponible en los Estados Unidos.  Fue desarrollado por Population Council y se vende bajo la marca Progering.